# Jean-François Batellier
Jean-François Batellier (né en 1947) est un dessinateur et caricaturiste français.
Il présente la particularité d'auto-éditer presque tous ses recueils de dessins sous l'étiquette "J.-F. Batellier & lecteurs associés". Ce choix lui garantit son indépendance éditoriale et une totale liberté de fond et de forme dans ses dessins, mais le contraint simultanément à recourir à des souscriptions pour produire ses nouveaux albums. 
Ses dessins, engagés, traitent des thèmes classiques de la gauche et de l'écologie : solidarité nord-sud, antimilitarisme, droits humains, dépendance au pétrole, etc. 

## Œuvres
- 1978 : Sans retour ni consigne (coédité par Syros)
- 1980 : N'en jetez plus !
- 1982 : Y'a quelqu'un ?
- 1985 : Circulez, y a rien à voir ! (édité par La Découverte)
- 1987 : Dessine-moi un SIDA mental (édité par La Découverte)
- 1990 : Souvenirs d'aujourd'hui
- 1994 : Grincements dedans
- 1997 : Critères de divergences
- 2002 : Avaler et cavaler
- 2007 : J'vous l'avais bien dit ! (anthologie)
- 2012 : Le moral des méninges

## Contributions dans la presse écrite
Comme dessinateur de presse, Jean-François Batellier a également publié ses dessins dans  de nombreux journaux français, dont :
- Le Canard enchaîné
- Le Figaro
- Le Monde
- Les Échos
- L'Humanité-Dimanche
- Le Matin de Paris
- L'Événement du Jeudi
- Pilote
- Hara-Kiri
- Les Nouvelles Littéraires
- La Gueule ouverte
- Impact-Médecin Quotidien
- Vendredi